# Dimbiniaina Andriatianarivelo
Dimbiniaina Andriatianarivelo ist ein madagassischer Fußballschiedsrichterassistent.
Seit 2019 steht er auf der Liste der FIFA-Schiedsrichter und ist an der Spielleitung internationaler Fußballpartien beteiligt, unter anderem in der CAF Champions League.
Beim Afrika-Cup 2024 in der Elfenbeinküste leitete Andriatianarivelo insgesamt drei Spiele. Zudem war er bei der U-20-Afrikameisterschaft 2023 in Ägypten, beim U-23-Afrika-Cup 2023 in Marokko, bei der U-17-Weltmeisterschaft 2023 in Indonesien sowie bei diversen Qualifikations- und Freundschaftsspielen im Einsatz.